# Jewish Agency for Israel

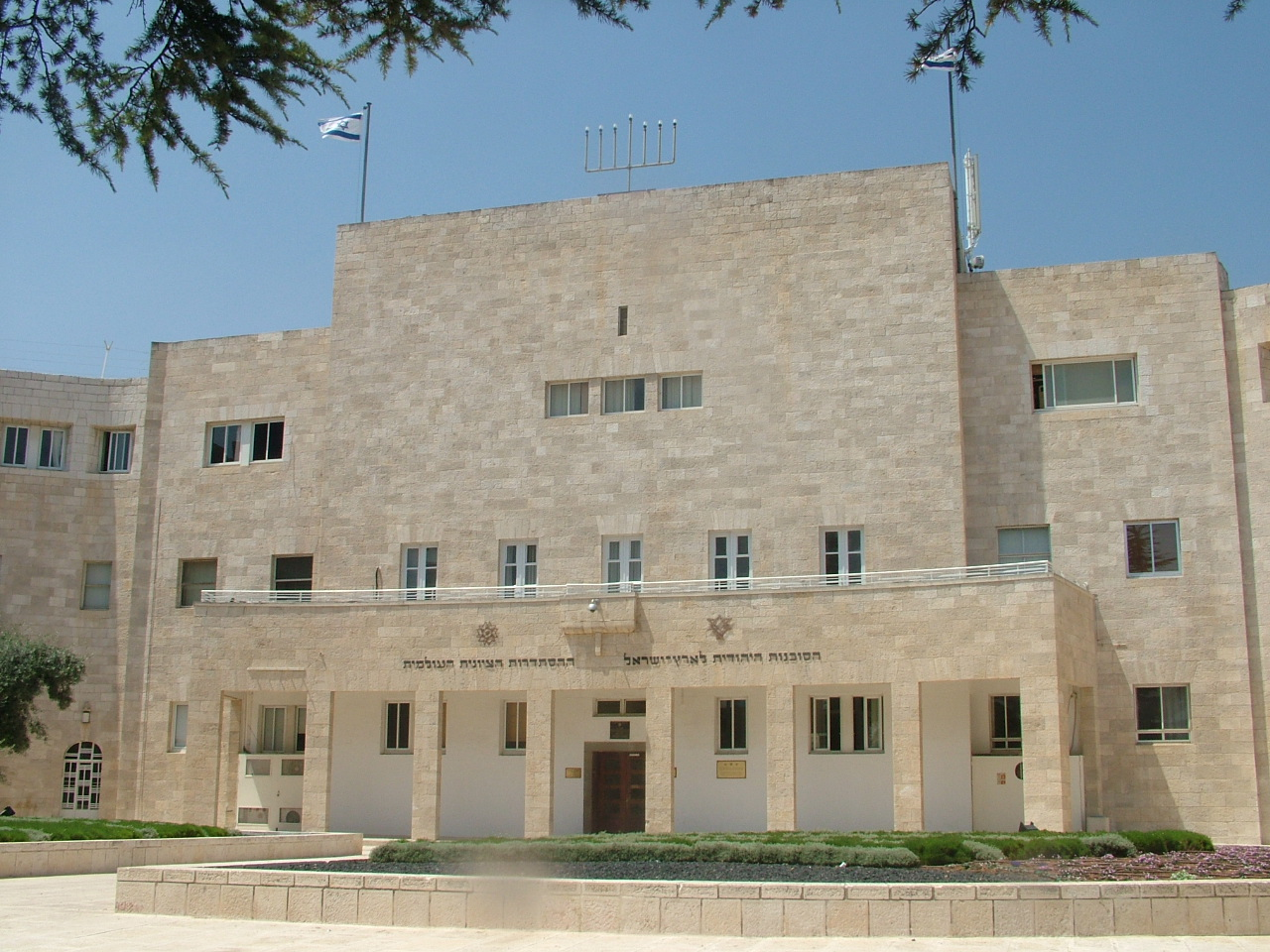
Hoofdkantoor in Jeruzalem

De Jewish Agency for Israel (Hebreeuws: הסוכנות היהודית, ha-Sochnut ha-jehudit), voorheen de Palestine Zionist Executive ofwel de Jewish Agency for Palestine, is een Israëlische niet-gouvernementele organisatie. Sinds de stichting van de staat Israël is de belangrijkste taak het bevorderen van de immigratie van Joden naar Israël. De Jewish Agency is in ruim 80 landen vertegenwoordigd en biedt daar onder meer cursussen Hebreeuws aan. Het hoofdkantoor bevindt zich in Jeruzalem, in hetzelfde gebouw als waarin ook het Joods Nationaal Fonds zich bevindt.

## Geschiedenis
De Volkenbond van 1919 wilde een Joodse instantie om het Verenigd Koninkrijk van Groot-Brittannië en Ierland te adviseren bij de vestiging van een Joods tehuis in Palestina. De oprichting ervan werd uitgesteld omdat Oost-Europese zionisten niet wilden dat niet-zionisten er bij betrokken werden. De oprichting werd uitgesteld tot 11 augustus 1929. Toen werd tijdens het 16e zionistische wereldcongres in Zürich besloten dat de Palestine Zionist Executive zou worden gereorganiseerd en verder zou gaan als de Jewish Agency for Palestine. De Jewish Agency trad op als vertegenwoordiging van de Joden in het Britse Mandaatgebied Palestina. Ook was zij verantwoordelijk voor de interne zaken van de jisjoev, de Joodse gemeenschap in Palestina. Geleidelijk aan verloren de niet-zionisten hun posities en werd het een overwegend zionistisch bureau. Het opende kantoren in Jeruzalem, Londen en Genève, en tijdens de Tweede Wereldoorlog in New York.
Tot de werkzaamheden behoorde:
- Immigratie
- De bouw van Joodse nederzettingen
- Economische ontwikkeling
- Onderwijs en cultuur
- Gezondheidszorg

De mandaattekst van 1922 van het Brits Mandaat over Palestina had in artikel 4 al aangegeven dat een Jewish Agency zou worden erkend als vertegenwoordiger van de Joden. Het duurde tot 1929 totdat zionisten en niet-zionistische Joden tot overeenstemming kwamen over de oprichting van de Jewish Agency.
De Jewish Agency had deels controle over de legertjes van de Yishuv's en hielp de Palestijnse Joodse bevolking bij de voorbereiding van de paramilitaire milities Hagana, Irgun en Lechi voor de oorlog, het Arabisch-Israëlisch conflict. Gedurende die tijd dienden leden van de uitvoerende tak van de Agency in centrale ministeries, wat later de regering van Israël werd. 